# ボー・デレク
ボー・デレク（Bo Derek, 本名:メアリー・キャスリーン・コリンズ(Mary Kathleen Collins), 1956年11月20日 - ）は、アメリカ合衆国の女優。カリフォルニア州ロングビーチ出身。

## 経歴
父は広告会社重役。母はアン＝マーグレットのスタイリストであった。10代の頃からモデルとして活躍。後に女優を志し、タレント・エージェントを通して俳優兼映画監督のジョン・デレクと知り合う。1976年に30歳年上のデレクと結婚。ブレイク・エドワーズ監督の『テン』で、10点満点の美女を演じて脚光を浴びる。
夫ジョン・デレクの監督作品では、作品の内容よりも彼女の肢体を見せるプロモーション映画の傾向が強い。1998年にジョン・デレクが死去した後、俳優のジョン・コーベットと交際している。
最低の映画に与えられるゴールデンラズベリー賞の最低主演女優賞を『類猿人ターザン』、『ボレロ/愛欲の日々』、『ゴースト・ラブ』で3度受賞するという不名誉な記録を持つ。なお、『ボレロ/愛欲の日々』は作品賞、『ゴースト・ラブ』は監督賞も受賞。さらに、ラジー賞10周年記念賞である「1980年代最低女優賞」というおまけも付いた。近年はテレビ出演が主である。

## 主な出演作
- オルカ Orca（1977年）
- テン 10 (1979年）
- LOVEシーズン A Change of Seasons（1980年）
- 類猿人ターザン Tarzan The Ape Man（1981年） 兼製作
- ボレロ/愛欲の日々 Bolero（1984年） 兼製作
- ゴースト・ラブ Ghosts Can't Do It（1990年） 兼製作
- クリス・ファーレイはトミーボーイ Tommy Boy (1995)
- 変身パワーズ The Master of Disguise (2002)
- ファッション・ハウス Fashion House (2006) テレビシリーズ
- CHUCK/チャック Chuck ファイナルシーズン 第10話 (2012) 本人役

## 参照
1. ↑  https://www.imdb.com/name/nm0000137/bio/
2. ↑  AskMen.com - Bo Derek
3. ↑  'I'm so happy,' says Bo Derek as she opens up for the first time about romance with Sex And The City's John Corbett